# Flema (banda)
Flema es una banda de punk rock argentina, oriunda de Gerli, Buenos Aires, formada en el año 1986  por Juan Manuel Fandiño y liderada por Ricky Espinosa desde 1990 hasta su muerte en 2002, la banda siguió su actividad a partir de 2007, ya sin ninguno de sus miembros originales.

## Historia

### Primeros años
Los comienzos de la agrupación fueron cuando se juntaron Fernando Cordera en la voz, primo del conocido cantante Gustavo Cordera, Juan Manuel Fandiño, Sebastián Corona y por último a Pablo Sara, quien fue reemplazado por Alejandro Boffelli, amigo de Ricky. Después del alejamiento de la mayoría de sus miembros originales, Ricky Espinosa rearmó la banda con una nueva formación junto a los hermanos Fernando y Santiago Rossi, y músicos como Pepe Carballo, Luichy Gribaldo y Gonzalo Díaz Colodrero. Esa es la formación de Flema que llegó a la popularidad. El grupo ya tocaba en fiestas y bares desde 1986.

### Invasión 88

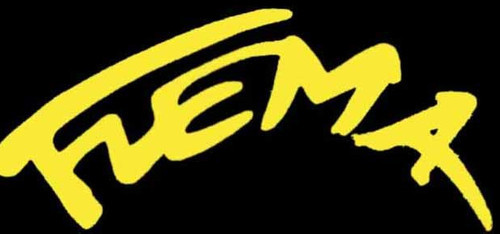
Logotipo oficial de la banda.

En 1988, se integró Ricky a la banda como guitarrista y debutaron junto a él en «Gracias Nena» como teloneros de Comando Suicida, además con Conmoción Cerebral y Sekuestro. Ese mismo año grabaron en vivo para el compilado Invasión 88 junto a otras bandas argentinas como los mencionados Comando Suicida, Attaque 77, Los Baraja, entre otras. A partir de este vinilo, la banda obtuvo su primera entrevista en la revista argentina Pelo y de este encuentro se empezó a crear la imagen "anarco-quilombera".
A fines de 1989 la formación que grabó Invasión '88 se separó. El hasta entonces guitarrista Ricky Espinosa tomó el rol de vocalista en 1990 y se sumaron a la banda los hermanos Santiago y Fernando Rossi y Alejandro Alsina.

### Años 1990
En el año 1992 graban Pogo, Mosh & Slam, un casete que contenía doce temas y tenía la particularidad de que para su distribución se realizaban copias caseras de la cinta, se fotocopiaba la carátula y se pintaba con lápiz de color. Su primer CD de estudio, se tituló El exceso y/o abuso de drogas y alcohol es perjudicial para tu salud... ¡Cuidate, nadie lo hará por vos! y se lanzó en el año 1994. La placa tuvo gran aceptación, y en ella aparecen canciones como «Y aún yo te recuerdo» y «Metamorfosis adolescente», entre otros.
Corriendo el año 1995, Flema ya estaba consolidada como banda referente en el circuito punk argentino y en ese año tocaron en el Estadio Obras Sanitarias como teloneros de The Ramones junto con Doble Fuerza.
En el año 1997 comenzaron con pocos recitales ya que la banda tenía vetada las actuaciones en Buenos Aires, sin embargo esto no detuvo a Ricky, que forma una agrupación paralela llamada Flemita, una banda bien al estilo flemero. Los demás integrantes formaron "Barrabas". Por Flemita salió ese mismo año Underpunk y por Barrabas Uno salió por ocho. Pero Flema no había desaparecido, salió Si el placer es un pecado... bienvenidos al infierno y su videoclip fue el hoy ya clásico «Nunca seré policía». También tocaron en Chile por primera vez en un show en el Teatro Monumental (actual Teatro Caupolicán)
En el año 1999, grabaron un disco en vivo el cual titularon La noche de las narices blancas. El disco fue grabado en la discoteca Cemento. El compacto contiene diecinueve canciones.

### Años 2000
En el año 2000, entraron a grabar lo que sería luego un disco doble el cual llamaron Caretofobia. En ese mismo año salió a la venta Caretofobia Disco 1 y en el año 2001 Caretofobia Disco 2. El título, refiere en forma humorística, una fobia hacia las personas de alta sociedad o burguesas. Estos discos estuvieron muy escasos, debido a que solo salieron dos tiradas de quinientos discos para cada uno de los compactos. Caretofobia 1 contiene dieciocho canciones y Caretofobia 2, dieciséis. 
Ese mismo año, 2001, Flema festejó sus catorce años de carrera en Cemento con anticipadas vendidas y lleno total. Ricky invitó para la ocasión a tocar a viejos integrantes entre los que concurren Sebastián Corona y Alejandro Boffelli de la época de Invasión 88.

### Muerte de Ricky Espinosa y separación (2002)

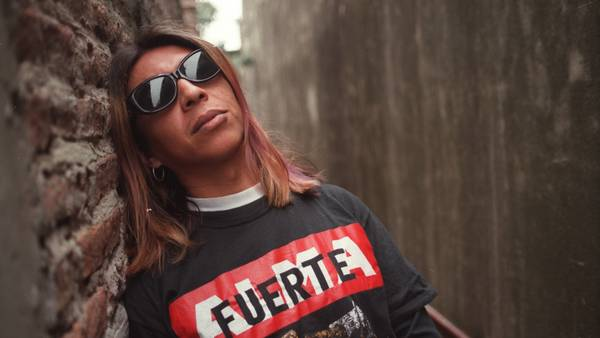
Ricky Espinosa líder de Flema, en 2002.

En el 2002, al haber finalizado la grabación de 5 de copas, Espinosa cayó desde el quinto piso de un monoblock del Barrio Güemes de Avellaneda, jugando la PlayStation un partido con Luichy, uno de los guitarristas de Flema.
Nunca se supo si se quiso quitar la vida En un comunicado posterior, sus familiares descartaron un suicidio. Fue velado en la casa de su hermano, una noche helada colmada de amigos, familiares, y fanes que apenas se resguardaban del frío con una estufa, el sábado 1 de junio de 2002. El féretro fue llevado al Cementerio de Avellaneda y depositado en un nicho (sus restos ya no se encuentran allí, fueron cremados y entregados a la familia).
La banda editó el disco (aunque no fue presentado con conciertos) y realizó el último recital en homenaje a Espinosa. De esa noche se desprende el disco Y aún yo te recuerdo. Con muchos invitados, este disco es un justo homenaje a Ricky. La banda anunció la disolución de Flema y la mayoría de sus miembros formaron Topos.

### Regreso a los escenarios (2007)
En 2007 Fernando Rossi, Luis Gribaldo, Gustavo Carballo y Gonzalo Díaz Colodrero decidieron reunir el grupo para conmemorar los veinte años del debut de Flema, el show de la reunión se realizó en el Teatro flores ante más de 2000 personas y con entradas totalmente agotadas. 
En 2008 la banda retomó la actividad a tiempo completo, incorporando a Sergio Lencina ya como baterista estable, realizando giras por Argentina, tocando en la edición 2008 del festival Cosquín Rock. También volvieron a Chile luego de diez años, presentándose en el estadio Víctor Jara.
En 2009, la banda realizó su primera gira por México y repitió su participación en la edición 2009 del Cosquín Rock.

### Años 2010

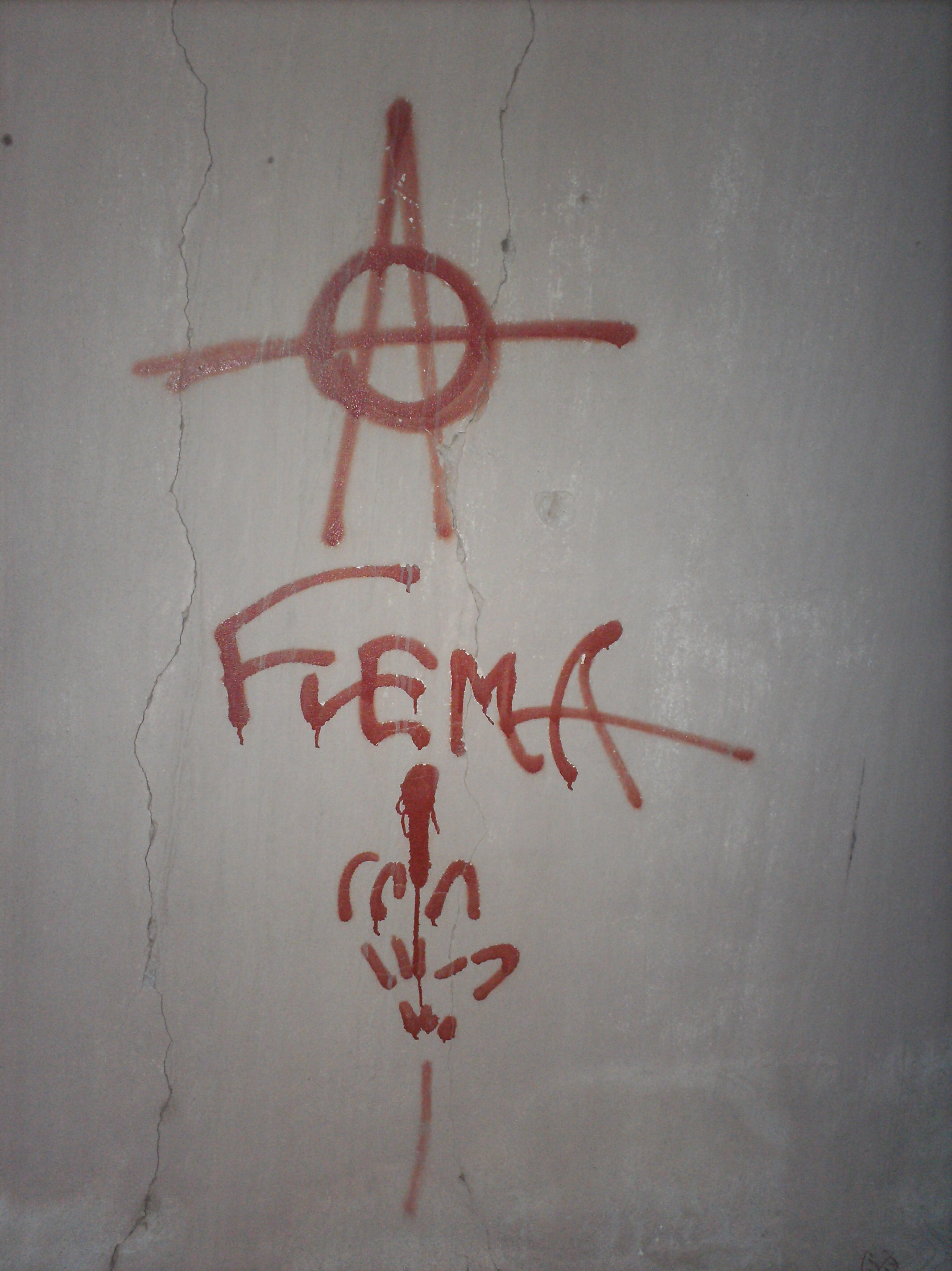
Grafiti de Flema.

En 2010 lanzaron Flema Not Dead vol. 1, que fue grabado el día del recital por los 20 años. También la banda realizó su primera gira europea, tocando en Madrid, Badajoz, Valencia, Navarra y Pamplona entre otras ciudades. Durante la gira europea dio un peculiar concierto en un barco por la ría de Bilbao junto con las bandas Manifa y Subversión X.
En 2011 salió Flema not dead Volumen II y Gonzalo Díaz Colodrero se alejó del grupo reemplazado por Gustavo Brea. Ese año visitaron por primera vez países como Paraguay y Uruguay. 
En 2012 Flema festejó sus veinticinco años nuevamente en el Teatro Flores, durante el show invitaron a tocar a viejos ex músicos de la banda entre ellos Fernando Cordera y Juan Fandiño, quien finalmente se reincorpora al grupo en reemplazo de Gustavo Brea, la formación se mantuvo hasta que Fandiño fue expulsado en 2018 y en su reemplazo ingresó nuevamente al grupo Gonzalo Díaz Colodrero, además de Bruno González como bajista volviendo a la formación de cinco integrantes. La banda editó Flema 25 años disco recopilatorio de toda la discografía. Flema se presentó por segunda vez en México en el prestigioso festival Vive Latino con gran repercusión. A su regreso de México, Flema se presentó por primera vez en Perú.
En 2015, la banda sacó su nuevo CD titulado No nos rendimos. Este material cuenta con dos videoclips: «Dejarme caer» y «Solo quiero diversión» por Youtube.
En 2017, Flema festejó sus treinta años junto a la orquesta sinfónica Municipal de Avellaneda en el famoso Teatro Roma a sala llena.
En 2018, realizaron su sexta gira por México y el grupo se preparaba para editar el show sinfónico en vivo en 2019.
El 9 de octubre de 2019 murió Gonzalo Díaz Colodrero.

### Años 2020
En septiembre de 2022, la banda quedó conformada  por Fernando Rossi (bajo y voz), Luis Gribaldo (guitarra), Sergio Lencina (batería), Bruno Gonzáles (bajo/guitarra) y Miguel de Luna Campos -este último integrante de la banda Kapanga- (guitarra). Iniciaron una gira nacional e internacional que culminó el 18 de enero de 2023.
En el año 2024 volvieron a los escenarios porteños como quinteto, y realizaron un polémico show conmemoración por los 30 años del disco "El exceso" donde presentan como invitado en voz, en 4 canciones, a una animación tamaño real de Ricky Espinosa realizada con inteligencia artificial.
A principios de 2025 Luichy (Luis Gribaldo) , decidió dejar la banda por diferencias irreconciliables, la banda lo comunicó en sus redes sociales mediante una carta a sus fanes explicando la situación y saludando a uno de sus históricos miembros. 
Cuando la noticia llegó al periodista de La Nación Eduardo Feinmann este dijo textual: "Son zurdos y porreros."

## Discografía

### Álbumes de estudio
- El exceso y/o abuso de drogas y alcohol es perjudicial para tu salud… ¡Cuidate, nadie lo hará por vos! - Sick Boy Records (1994)
- Nunca nos fuimos - Sick Boy Records (1995)
- Si el placer es un pecado... Bienvenidos al infierno - Malasaña Records (1997)
- Resaka - Malasaña Records (1998)
- Caretofobia I - Cicatriz Discos (2000)
- Caretofobia II - Cicatriz Discos (2001)
- 5 de copas - Heaven Records (2002)
- No nos rendimos - Pinhead Records (2015)
- Fuera de control - (2024)

### Álbumes en vivo
- La noche de las narices blancas (1999)
- Y aún yo te recuerdo (2003)
- Flema not dead vol 1 (2010)
- Flema not dead vol 2 (2011)
- Flemafónico (2019)
- Vivo en gerli (2021)